# إسحاق مايرز
إسحاق مايرز (بالإنجليزية: Isaac Myers)‏ هو نقابي أمريكي، ولد في 1835 في بالتيمور في الولايات المتحدة، وتوفي بنفس المكان في 26 يناير 1881.